# Donaufähre Mariaposching–Stephansposching

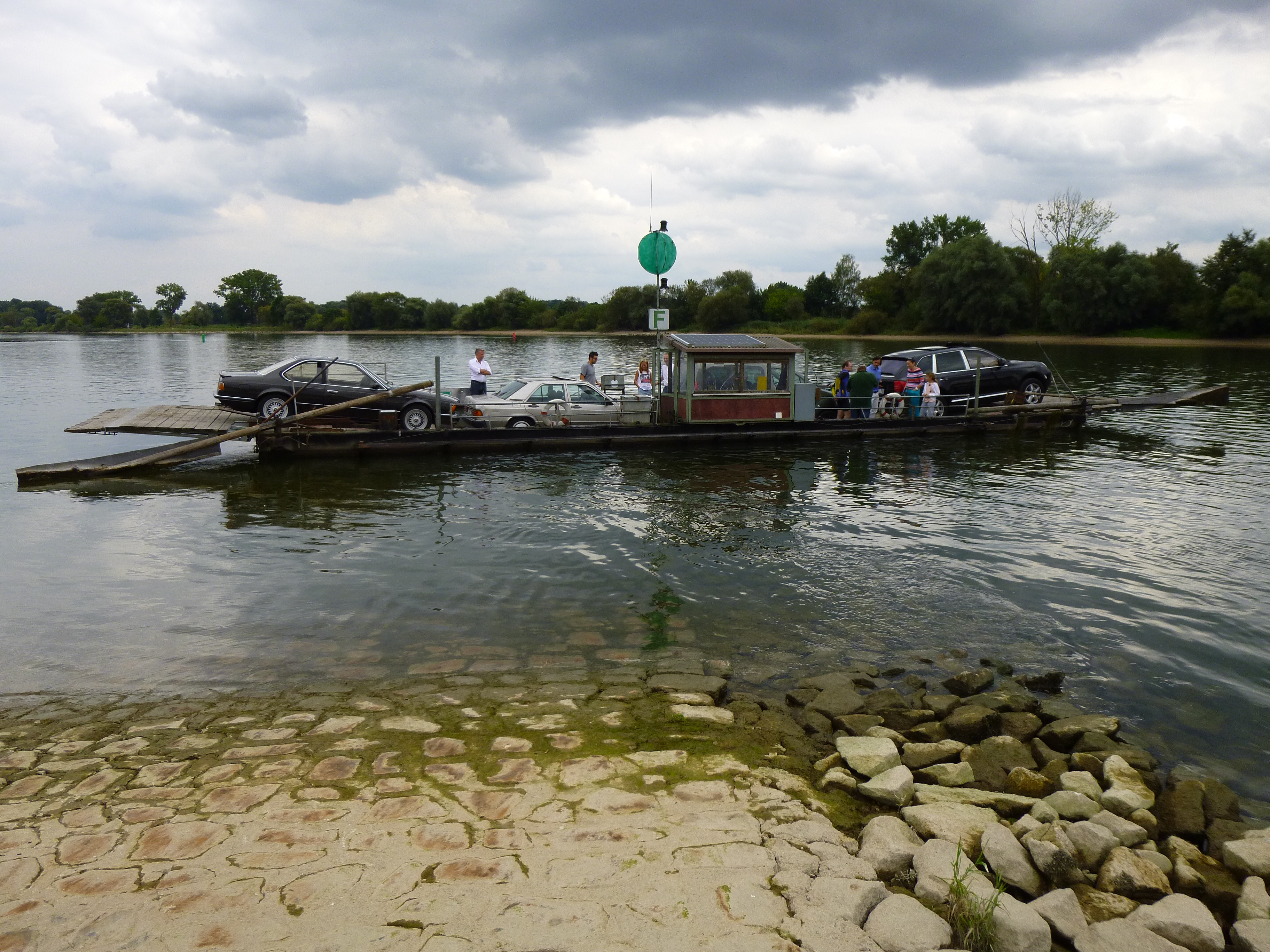
Die Donaufähre Mariaposching–Stephansposching im August 2014

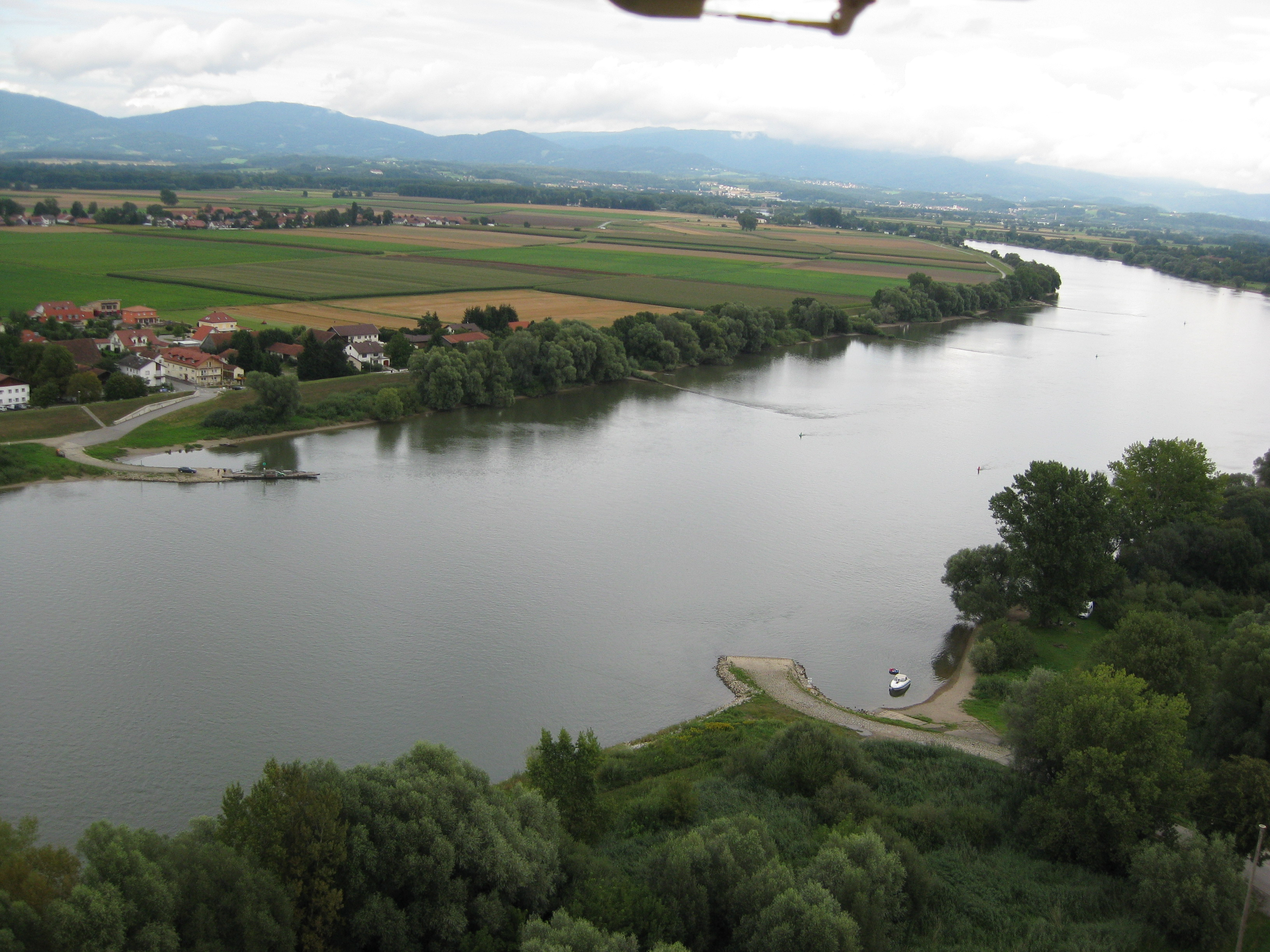
Luftbild der Fähre mit den beiden Fähranlegern im August 2009

Die Donaufähre Mariaposching–Stephansposching ist eine Fährverbindung über die Donau bei Flusskilometer 2297,26 im niederbayerischen Gäuboden.
Sie verbindet die in Mariaposching endende Kreisstraße SR 35 im Landkreis Straubing-Bogen mit der Deggendorfer Kreisstraße DEG 13 in Stephansposching. Betreiber der Fähre ist der Landkreis Straubing-Bogen, der vom Landkreis Deggendorf einen Teil der ungedeckten Kosten erstattet bekommt.
Wegen einer Havarie am 19. April 2016 wurde der Fährbetrieb eingestellt und am 3. April 2019 mit einer neuen Fähre wieder aufgenommen. Die neue Fähre trägt den Namen Posching, der die Verbindung der beiden Gemeinden symbolisieren soll.

## Geschichte
Eine Fährverbindung bestand an dieser Stelle seit 1870, im Jahre 1927 wurde das Fahrzeug erneuert. Seit 1981 wurde die ehemals privat betriebene Fähre unter kommunaler Obhut geführt und setzte jährlich bis zu 20.000 Passagiere über.

### Havarie vom 19. April 2016
Am 19. April 2016 sank die Gierseilfähre bei der Überfahrt. Sie war mit einem Traktorgespann und einem Kleintransporter beladen. Die drei an Bord befindlichen Personen, der Fährmann und zwei Passagiere, konnten sich schwimmend ans Ufer retten und wurden unterkühlt, aber ansonsten unverletzt ins Krankenhaus gebracht. Die Fähre kam in der Fahrrinne in ca. 2,50 m Tiefe zu liegen, wobei der geladene Kleintransporter 200 m weit abgetrieben wurde. Am 21. April 2016 wurden das Traktorgespann und das Fährschiff selbst mittels zweier Spezialschiffe geborgen. Der abgetriebene Kleintransporter wurde bereits am 20. April 2016 gehoben. Erste Ermittlungsergebnisse deuten auf eine Überladung der Fähre hin, ein technischer Defekt sei nicht anzunehmen. Der Schiffskörper und die Hochseilanlage erschienen nach Abschluss der Bergungsarbeiten augenscheinlich als weitgehend intakt, jedoch hatte die Fähre Schäden an der tragenden Struktur, kaputte Nietverbindungen und Dellen davongetragen. Laut einem Gutachten durch die ÖSWAG sei eine Reparatur des Fährgefäßes unmöglich. Der Fährbetrieb wurde bis auf weiteres eingestellt.

### Ehemaliges Fährgefäß (1927–2016)
- Baujahr des Fahrzeuges: 1927
- Länge des Fahrzeuges: 18,00 m
- Breite ü. a: 4,59 m
- Tiefgang: 0,53 m
- Eigengewicht: ca. 19 t

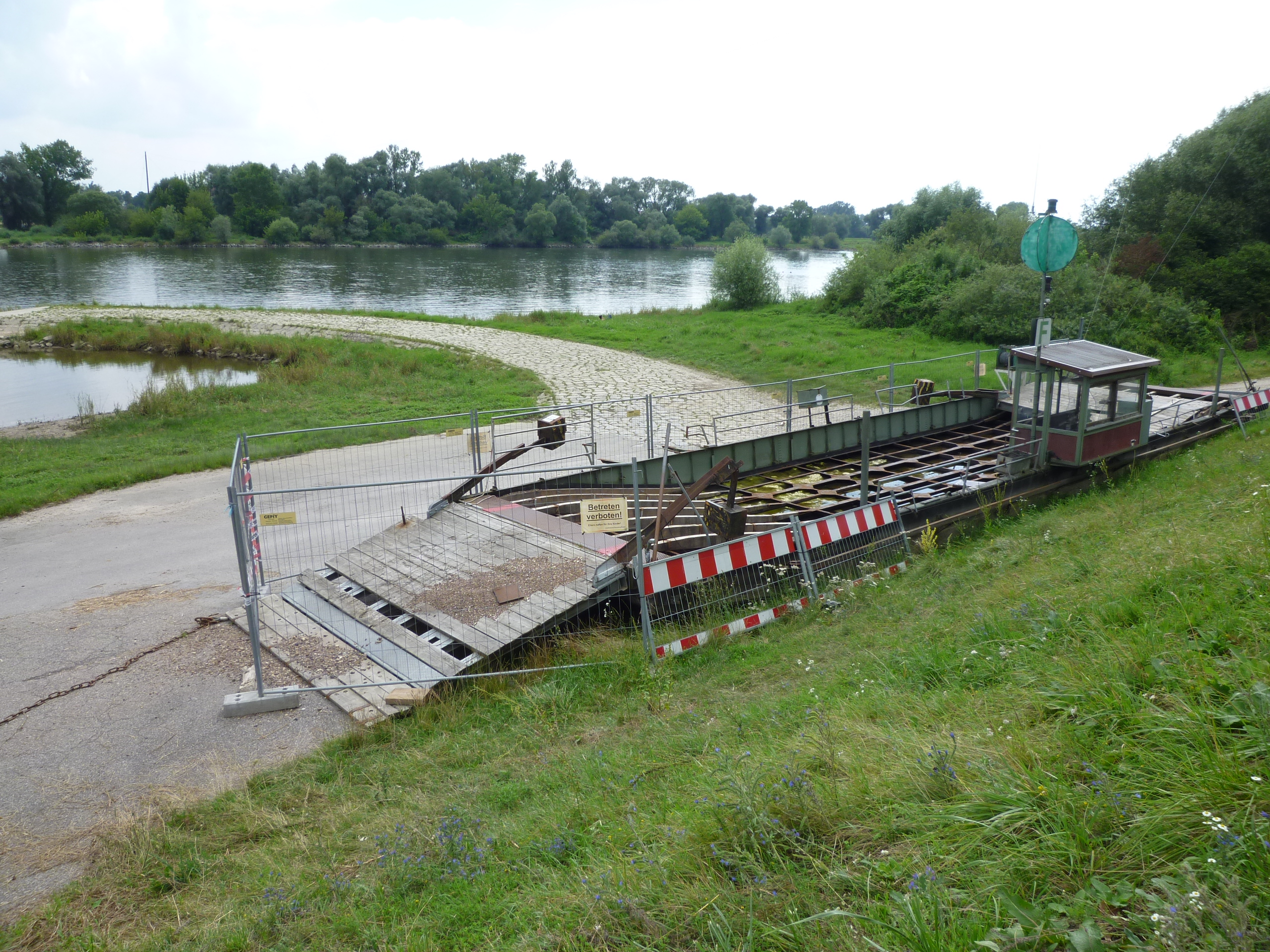
Ehemaliges Fährgefäß im Juli 2016, nach der Havarie

- maximale Tragfähigkeit: 13–15 t (abhängig von der Wasserführung der Donau)
- Nutzlast: sechs PKW oder 70 Personen bzw. Radfahrer
- Länge der Hochseilanlage zwischen den Masten: 326 Meter

Bilder hierzu.
Das verunfallte Fährgefäß wurde vor der Verschrottung gerettet, saniert, und befindet sich im Niederwinklinger Ortsteil Waltendorf neben einem Weiher. Das Fahrzeug soll seinen endgültigen Standort im künftigen „Erlebnisraum Donau“ finden, jedoch nur noch an Land.

### Wiedererrichtung der Fährverbindung

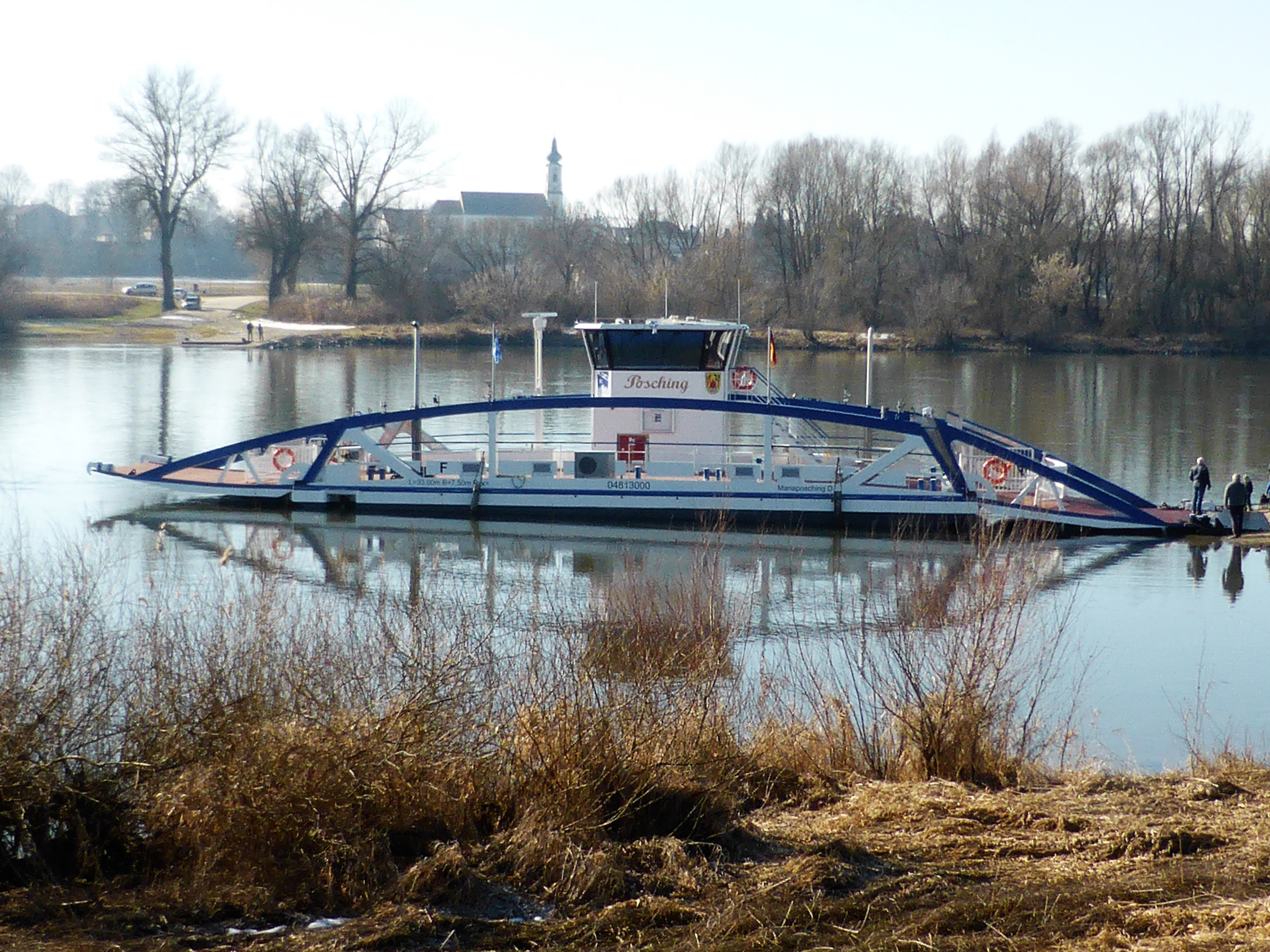
Die ab 2019 eingesetzte Motorfähre „Posching“

Im Kreistag des Landkreises Straubing-Bogen entstand eine Kontroverse darüber, ob als Ersatz wieder eine Seilfähre oder aber eine Motorfähre beschafft werden soll, im Landkreis Deggendorf wurde über den Bund Naturschutz eine Unterschriftenaktion für eine technisch einfachere und nachhaltigere Gierseilfähre statt eines motorbetriebenen Fahrzeugs initiiert. Im April 2017 gab der Landrat des Kreises Straubing-Bogen, Josef Laumer, bekannt, dass nach einer Einigung mit dem Kreis Deggendorf und den einschlägigen Beschlüssen von Kreisausschuss und Kreistag eine motorbetriebene Fähre beschafft wird. Nach einer europaweiten Ausschreibung wurde der Auftrag im Sommer 2017 an die Werft Stahlbau Günter Müller, Spessart, erteilt. Die neue Fähre erhält einen dieselelektrischen Antrieb. Der Stapellauf der neuen Fähre in Remagen erfolgte am 6. Dezember 2018 mit mehrmonatiger Verspätung aufgrund des Rhein-Niedrigwassers 2018. Mit der neu gebauten Motorfähre Posching, die im Februar 2019 auf dem Wasserweg in Mariaposching ankam, wurde am 3. April 2019  der reguläre Fährbetrieb wieder aufgenommen.